# ديفيد فونتانا
ديفيد فونتانا (بالإنجليزية: David Fontana)‏ هو عالم نفس بريطاني، ولد في 1934 في ميدلسكس في المملكة المتحدة، وتوفي في 18 أكتوبر 2010.